# 美國矯正公司

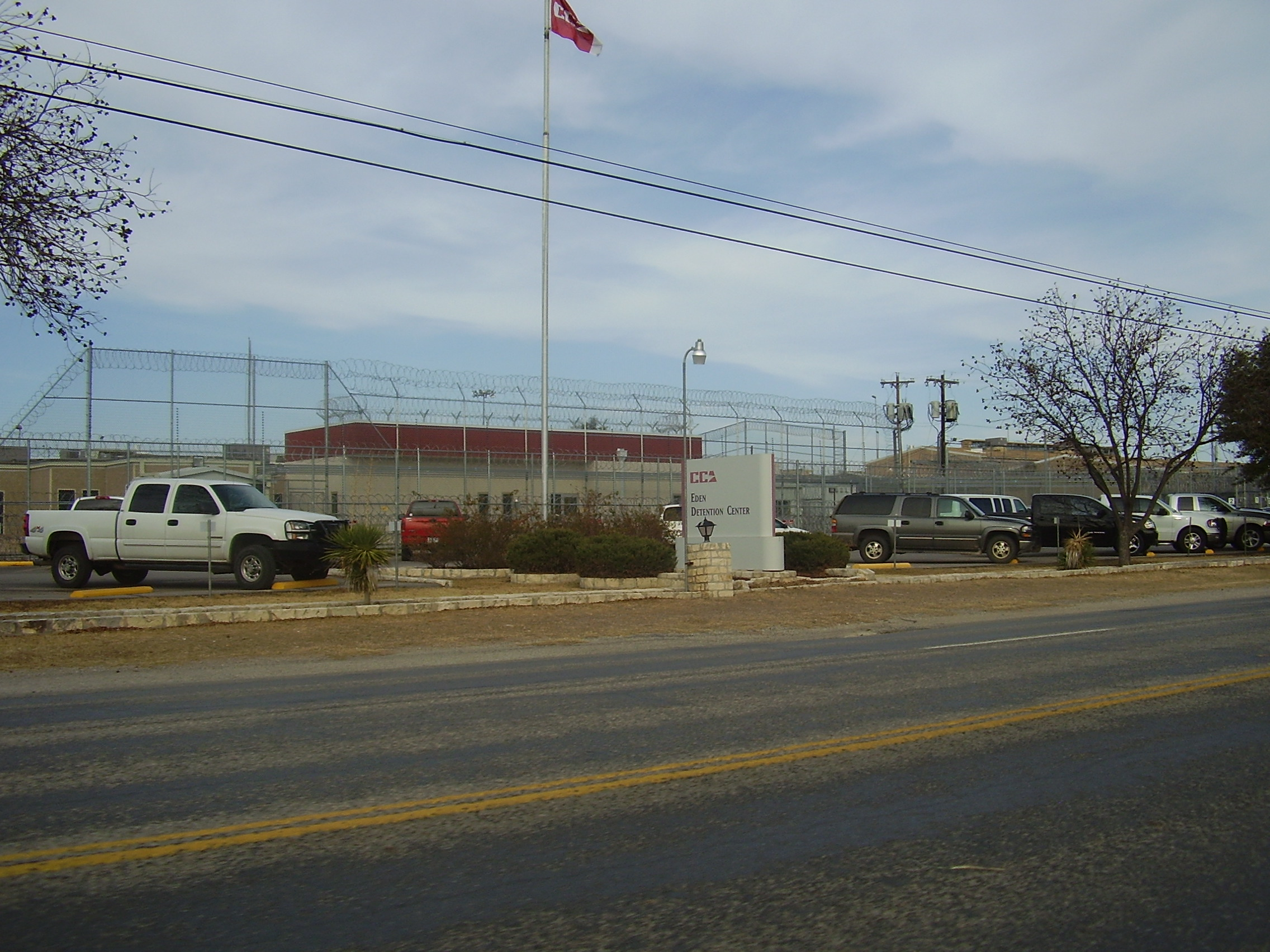
美国矫正位于德克萨斯州的一处分店

美國矯正公司（英語：Corrections Corporation of America，缩写:CCA，：CXW），是美国一家私營監獄公司，最初由修斯顿拘留中心（Houston Processing Center）和谢尔比训练中心（Shelby Training Center）发展而来，现业务已涵盖全国。
董事長為John D. Ferguson，總裁為Damon T. Hininger。總部位於纳什维尔。在全美營運超過60家監獄場地。

## 連結
- CCA.com 美国矫正官网 （页面存档备份，存于）